# Peter Murphy (muzyk)
Peter John Joseph Murphy (ur. 11 lipca 1957 w Northampton) – brytyjski wokalista, najbardziej znany jako wokalista zespołu Bauhaus. Po jego rozwiązaniu zajął się twórczością solową. Spośród nagranych przez niego albumów największą popularność zdobyły Love Hysteria oraz Deep.
Peter Murphy określany jest jako „ojciec chrzestny rocka gotyckiego”.

## Życiorys
W latach 1977–1983 Murphy był wokalistą prezentującego rock gotycki zespołu Bauhaus. Jako jego frontman przyczynił się do powstania charakterystycznego gotyckiego wizerunku grupy. Jego sposób ubierania się i zachowanie na koncertach miały wywoływać poczucie grozy u publiczności. Służyły temu: czarny ubiór, odpowiednie oświetlenie (np. pojedynczy silny reflektor, oświetlający wokalistę od dołu), odgrywanie scen nawiązujących do tekstów utworów, ekspresyjna mimika.
Po rozpadzie Bauhausu, spowodowanym tarciami wewnątrz zespołu (Murphy chciał pozostać postacią dominującą, charyzmatycznym liderem, przyćmiewającym swoim blaskiem pozostałych muzyków, co nie do końca odpowiadało ich ambicjom) zajął się współpracą z Mickiem Karnem, basistą zespołu Japan. Tworzony przez nich projekt Dali's Car nagrał tylko jedną płytę, która okazała się komercyjnym fiaskiem, po czym szybko zakończył działalność. Muzyka, która znalazła się na krążku The Waking Hour, była eksperymentalną odmianą elektronicznej muzyki pop, połączonej z mrocznym wokalem Murphy'ego.
Pojawiające się w 1985 ze strony pozostałych członków Bauhausu propozycje reaktywacji zespołu zostały przez Murphy'ego stanowczo odrzucone. W rezultacie utworzyli oni zespół Love and Rockets, a Murphy zaczął nagrywać płyty solowe.
Początkowo na swoich płytach Murphy zaproponował muzykę dość różnorodną, lecz przez to niespójną, od gotyckich kompozycji, przypominających czasy Bauhaus, przez zwykły rock, po lżejszą muzykę pop. Dopiero na Love Hysteria przedstawił bardziej dopracowany materiał. Cały album przepełniony był specyficzną atmosferą tajemniczości i metafizycznej poetyki. W tekstach sięgnął po tematy filozoficzne, a nawet teologiczne. Największą popularnością cieszył się kolejny album, Deep. Muzycznie był on znacznie bardziej dynamiczny od poprzedniego. W późniejszych latach Murphy nie potrafił już osiągnąć tak dobrych rezultatów. Na Holy Smoke i Cascade skierował bardziej się w stronę muzyki pop.
W 1992 przeniósł się wraz z rodziną do Turcji, gdzie nadal mieszka i tworzy. Jego żona, Beyham, jest dyrektorem artystycznym tureckiego Zespołu Tańca Współczesnego. Wyrazem fascynacji Murphy'ego kulturą bliskiego wschodu jest wydana w roku 2002 płyta Dust zawierająca muzykę opartą na tureckich motywach muzycznych i tradycyjnym instrumentarium.
W 1998 Murphy wziął udział w The Resurrection Tour – serii koncertów zorganizowanych z okazji 20-lecia powstania zespołu Bauhaus, reaktywowanego specjalnie na tę okazję.
W 2004 ukazała się płyta Murphy'ego Unshattered, osadzona w stylistyce pop. W latach 2005–2006 został ponownie reaktywowany zespół Bauhaus. W czerwcu 2014 ukazał się album zatytułowany Lion.

## Życie prywatne
W 1982 ożenił się z choreografką Beyhan Foulkes, z którą ma dwójkę dzieci – córkę Hurihan (ur. 1988) i syna Adema (ur. 1991).

## Dyskografia

### Z Bauhaus
- In the Flat Field (1980)[8]
- Mask (1981)[8]
- The Sky’s Gone Out (1982)[8]
- Burning from the Inside (1983)[8]
- Go Away White (2008)[8]

### Z projektem Dali's Car
- The Waking Hour (1984)[9]
- InGladAloneness (2012)[9]

### Twórczość solowa
- Should the World Fail to Fall Apart (1986)[10]
- Love Hysteria (1988)[10]
- Deep (1990)[10]
- Holy Smoke (1992)[10]
- Cascade (1995)[10]
- Recall (1997)[10]
- Wild Birds 1985–1995 (2000)
- A Live Just for Love (live) (2001)[10]
- Dust (2002)[10]
- Unshattered (2004)[10]
- Ninth (2011)[10]
- Lion (2014)[10]
- Silver Shade (2025)[10]